# Ronald Golias
Ronald Golias (* 4. Mai 1929 in São Carlos, São Paulo, Brasilien; † 27. September 2005 in São Paulo, Brasilien) war ein brasilianischer Schauspieler und Komiker.

## Leben
Golias stammte aus einfachen Verhältnissen. Sein Vater, der ein großer Fan des britischen Schauspielers Ronald Colman war, gab ihm den Namen Ronald. Golias arbeitete zunächst in verschiedenen Berufen, unter anderem als Änderungsschneider, Klempner und Versicherungsagent.
Golias’ künstlerische Laufbahn begann Ende der 1940er Jahre zunächst in einer Artistentruppe, den Wasserartisten Aqualoucos. Durch Vermittlung des brasilianischen Schauspielers und Komikers Manuel da Nóbrega, der von Golias’ komödiantischen Talent überzeugt war, kam Golias in den 1950er Jahren zum brasilianischen Rundfunk und Fernsehen. Dort gehörte er zu den Pionieren dieses Mediums.
Seine erste Fernsehrolle erhielt er 1956 in der Fernsehserie A Praça da Alegria, wo er als ironischer, witziger Charakter Pacífico überzeugte. Golias drehte daraufhin in den 1950er und 1960er Jahren mehrere Kinofilme. Sein Kinodebüt gab er 1957 in der Filmkomödie Um Marido Barra Limpa. 1959 spielte er in der Komödie Os Três Cangaceiros an der Seite der brasilianischen Filmkomiker Ankito und Grande Otelo.
Besondere Bekanntheit im Fernsehen erlangte er mit der Figur des Bronco, den er von 1967 bis 1971 in der erfolgreichen brasilianischen Fernsehserie A Família Trapo verkörperte. Darin spielte er einen Butler, der das Publikum mit komischen, oft provokanten Äußerungen zum Lachen brachte. In der Comedy-Show A Praça É Nossa verkörperte er von 1990 bis 2005 verschiedene Rollen: Pacífico, Bartolomeu Guimarães, The Master (in dieser Rolle machte er gegenüber dem Publikum oft anzügliche Witze mit sexuellen Anspielungen), die Frauenrolle Isolda, die über ihr persönliches Leben mit dem Gastgeber der Show, Carlos Alberto de Nóbrega, berichtet, und Profeta.
Ab 2004 war er in der Fernsehserie Meu Cunhado an der Seite des brasilianischen Komikers Moacyr Franco zu sehen. In dieser Fernsehserie ließ Golias seine Rolle des Bronco erfolgreich wiederauferstehen. Über 20 Folgen der Serie waren zum Zeitpunkt von Golias’ Tod noch nicht ausgestrahlt worden.
In den letzten Jahren seines Lebens hatte sich Golias’ Gesundheitszustand verschlechtert. 2004 war ein Herzschrittmacher implantiert worden. Im Mai 2004 wurde im Hospital Sírio-Libanês in São Paulo bei ihm ein Blutgerinnsel im Gehirn entfernt. Im September 2005 wurde Golias nach einer Lungenentzündung in das Krankenhaus São Luiz eingeliefert. Dort starb er am 27. September 2005 in den frühen Morgenstunden an Multiorganversagen.
Er wurde auf dem Friedhof von Morumbi in São Paulo beigesetzt.

## Filmografie (Auswahl)
- 1956: A Praça da Alegria
- 1957: Um Marido Barra Limpa
- 1958: Vou Te Contá
- 1959: Os Três Cangaceiros
- 1967–1971: A Família Trapo
- 1979: Super Bronco
- 1990–2005: A Praça É Nossa
- 2004–2005: Meu Cunhado